# 31414 Ротарісуза
31414 Ротарісуза (31414 Rotarysusa) — астероїд головного поясу, відкритий 14 січня 1999 року.
Тіссеранів параметр щодо Юпітера — 3,599.